# Браха

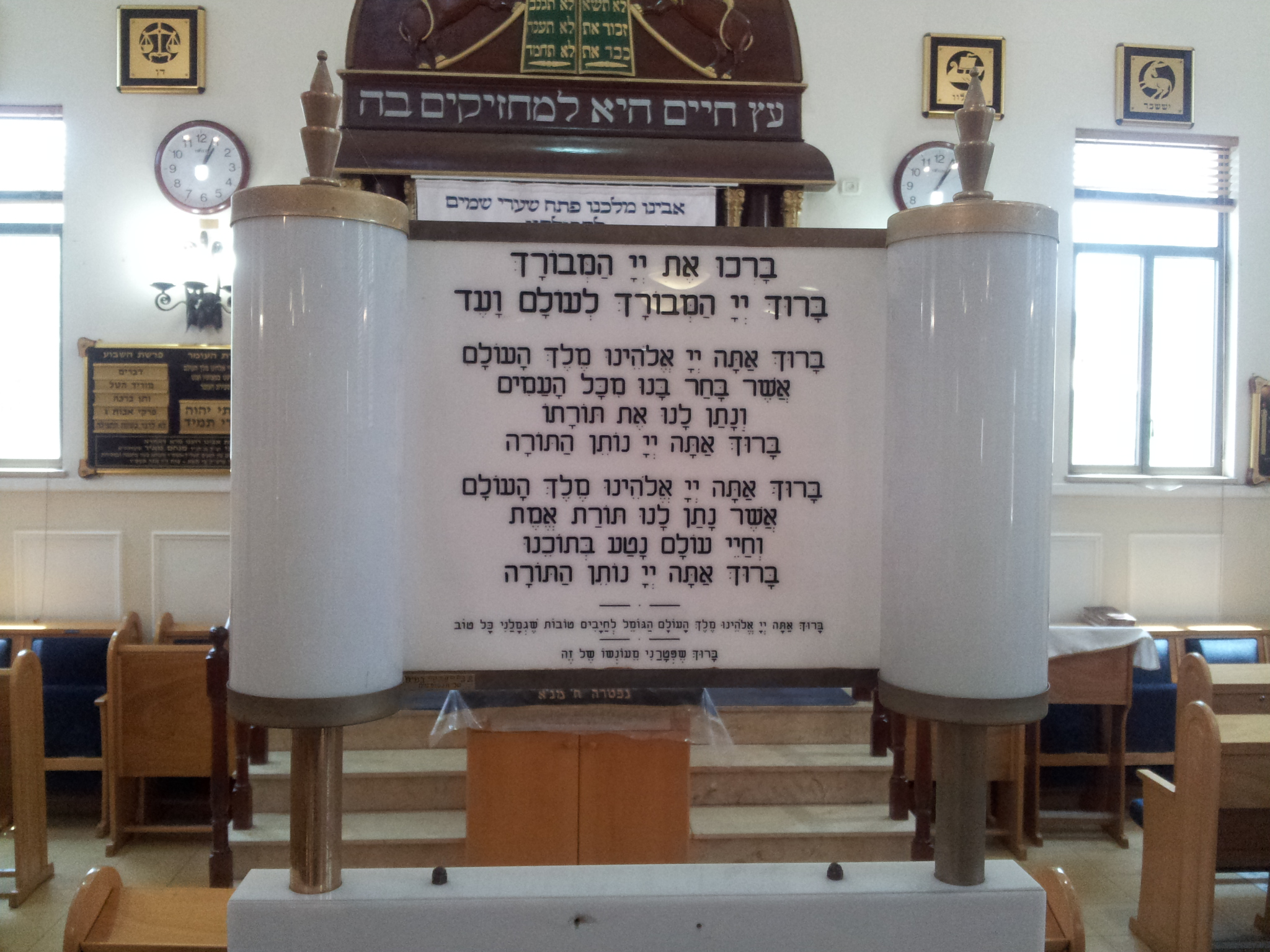
Пример «благословения заповеди», браха чтения Торы.
Хаззан призывает общину: «благословите Господа Благословенного!»
Община отвечает: «да будет [Он] благословен, Господь Благословенный во веки веков!»
Перед чтением, читающий Тору произносит: «Благословен Ты, Господи, Бог [Он] наш, Царь [Он] Вечный, Который избрал нас из всяких племён и даровал нам Тору Свою. Благословен Ты, Господи, Дающий Тору».
После чтения, читавший Тору произносит: «Благословен Ты, Господи, Бог [Он] наш, Царь [Он] Вечный, Который даровал нам истинную Тору и вечную жизнь утвердил среди нас. Благословен Ты, Господи, Дающий Тору»

Браха (браха́, бераха, бенеди́кция, благослове́ние, от ивр. ברכה‎) в иудаизме — благословение Богу, молитвенная формула, произносимая при определённых обстоятельствах.
Есть молитвы, которые составлены из серии благословений, начальное благословение начинают и заканчивают словом барух («благословен»), остальные же благословения лишь оканчивают словом барух. Благословения соответствуют формуле — вводная часть «Благословен Ты, Господи, Бог [Он] наш, Царь [Он] Вечный…», после которой следует заключительная часть, зависящая от повода произнесения благословения. В некоторых случаях, например, при «благословении заповеди», добавляются дополнительные части.
Еврей, слышащий благословение, как правило должен ответить «аминем».

## Классификация
Традиционно выделяют несколько разновидностей благословений:

### Мишне Тора
Маймонид, в своей книге «Мишне Тора», классифицировал благословения следующим образом:
1. Благословение наслаждения (ברכת הניה‎) — произносят перед употреблением различных видов пищи и в предвкушении наслаждения от вдыхания ароматов. По типу построения эти благословения представляют собой краткие формулы.
2. Благословение заповеди (ברכת מצוה‎) — произносят перед совершением заповедей (облачение в талит с цицит), содержат дополнительную формулу «…Который освятил [Он] нас предписаниями Его и повелел [Он] нам…».
3. Благословение трепета[9] (ברכת יראה‎) — произносят после впечатления от увиденного (радуга, горы, большое скопление людей, лицезрение выдающегося учёного, монарха, негра или урода или инвалида[10]) или услышанного (гром, крик петуха, добрая или худая весть).

### Сегодня
В настоящее время благословения подразделяют более подробно:
- Утренние благословения (ברכת השחר‎) — на крик петуха, перед сном и по пробуждении, открытие глаз, вставание с постели, одевание, опоясывание, обувание, после умывания (см. меа брахот).

- благодарственные  (ברכות הודאה‎) — благословения, что не создал меня язычником, женщиной, рабом.

- Благословения перед и после чтения свитка Торы (ברכת התורה‎), к этой категории также относятся Ахава раба[англ.], благословения на чтение Гафтары, Мегилы (Книга Есфирь, Песнь песней Соломона, Книга Руфь, Книга Екклесиаста, Плач Иеремии).
- Благословения при чтении хвалебных псалмов (ברכת השיר‎) — благословения перед и после пения Галеля, благословения перед (Барух ше-амар) и после (Нишмат и Иштабах) пения утренних гимнов.
- Благословения при исполнении религиозных обрядов (ברכת המצות‎) — при обрядах обрезания, омовения рук, закутывания в талит (благословение на цицит большого талита, благословение на цицит малого талита), повязывания тфилина (благословение на ручную тфилу, благословение на головную тфилу), ааронова благословения, зажигания свечей (благословение зажигания свечей субботы, благословение зажигания свечей праздника, благословение зажигания ханукальных свечей), прикрепления мезузы, забоя скота, едения мацы, окунания в микву, при освящении субботы и праздника, при наступлении будней, на похоронах.
- Благословения при использовании дарами природы (ברכת הנהנין‎) — перед и после еды (Ме-эн шалош), благословение зимуна, благословения брачующихся, благословения вина, фруктов, овощей, напитков, ароматов.
- Благословения при наблюдении выдающихся явлений физического и духовного мира (ברכת הראיה‎) — увидев радугу, неомение, солнце, горы, пустыню, звёздное небо, услышав гром, землетрясение, увидев цветение дерева, слепых, хромых, учёного, царя, покупки одежды и нового жилья, услышав добрую весть, услышав худую весть.
- Благословения при избавлении от несчастья или угрожавшей опасности (ברכת ההוראה‎) — после пересечения пустыни, моря, болезни, войны.
- Благословения как ответ на призыв («благословите Господа»):

- хвалебные — после чтения первого стиха Шма («благословенно имя славного царства Его во веки веков»), услышав произнесение имени Бога («Благословен Он и благословенно имя Его»), ответ на призыв ведущего славить Бога перед чтением свитка Торы («Благословен Господь Благословенный вовек и вечно»);
- подтвердительные — с «аминем» как ответ общины на призыв ведущего в Кадише («аминь, да будет имя Его великое благословенно вовек и во веки веков»).